# Мадарас (Сату Маре)
Мадарас (рум. Mădăras) насеље је у Румунији у округу Сату Маре у општини Ардуд. Oпштина се налази на надморској висини од 124 m.

## Становништво
Према подацима из 2002. године у насељу је живело 1076 становника.

### Попис2002.
| Расподела становништва по националности 2002.‍ | Расподела становништва по националности 2002.‍ | Расподела становништва по националности 2002.‍ | Расподела становништва по националности 2002.‍ | Расподела становништва по националности 2002.‍ |
| --------------------------------------------- | --------------------------------------------- | --------------------------------------------- | --------------------------------------------- | --------------------------------------------- |
|                                               |                                               |                                               |                                               |                                               |
| Румуни                                        | Румуни                                        |                                               | 878                                           | 81,8%                                         |
| Мађари                                        | Мађари                                        |                                               | 36                                            | 3,4%                                          |
| Роми                                          | Роми                                          |                                               | 123                                           | 11,5%                                         |
| Немци                                         | Немци                                         |                                               | 37                                            | 3,4%                                          |